# كولن جنكينز
كولن جنكينز (بالإنجليزية: Colin Jenkins) (و. 1983  م) هو متسابق ثلاثي كندي، ولد في هاميلتون، شارك في الألعاب الأولمبية الصيفية 2008، ودورة ألعاب الكومنولث 2006.

## روابط خارجية
- كولن جنكينز على موقع اتحاد الترياتلون الدولي (الإنجليزية)
- كولن جنكينز على موقع اللجنة الأولمبية الدولية (الإنجليزية)
- كولن جنكينز على موقع أوليمبيديا (الإنجليزية)
- كولن جنكينز على موقع اللجنة الأولمبية الكندية (الإنجليزية)
- كولن جنكينز على موقع دورة ألعاب الكومنولث 2006 (مؤرشف) (الإنجليزية)